# Chang Mīān-e Pā'īn
Chang Mīān-e Pā'īn (persiska: چنگ ميان پائين, Chang Mīān-e Pā’īn, Chang Mīān, چَنگ ميان) är en ort i Iran.   Den ligger i provinsen Mazandaran, i den norra delen av landet, 120 km nordost om huvudstaden Teheran. Chang Mīān-e Pā'īn ligger 52 meter över havet och antalet invånare är 443.
Terrängen runt Chang Mīān-e Pā'īn är platt åt nordost, men åt sydväst är den kuperad. Runt Chang Mīān-e Pā'īn är det tätbefolkat, med 286 invånare per kvadratkilometer. Närmaste större samhälle är Āmol, 14,7 km nordväst om Chang Mīān-e Pā'īn. Trakten runt Chang Mīān-e Pā'īn består till största delen av jordbruksmark.